# Neodiversity. A journal of neotropical biodiversity
Neodiversity. A journal of neotropical biodiversity (abreviado Neodiversity) es una revista con ilustraciones y descripciones botánicas que es editada en Brasil desde el año 2006.